# Nesopetinus gonioryctoides
Nesopetinus gonioryctoides är en skalbaggsart som beskrevs av Sharp 1908. Nesopetinus gonioryctoides ingår i släktet Nesopetinus och familjen glansbaggar. Inga underarter finns listade i Catalogue of Life.